# Melchora Aquino
Melchora Aquino de Ramos (6 de janeiro de 1812 – 2 de março de 1919) foi uma revolucionária filipina que se tornou conhecida como "Tandang Sora" ("Anciã Sora") por causa de sua idade.
Ela também é conhecida como a "Grande Mulher da Revolução" e a "Mãe de Balintawak" por suas contribuições.

## Biografia
Aquino nasceu em 6 de janeiro de 1812 em Balintawak. Aquino, filha de um casal camponês, Juan e Valentina Aquino, nunca frequentou a escola. No entanto, ela aparentemente era alfabetizada em uma idade precoce e talentosa como cantora e se apresentava em eventos locais, bem como na Missa para a Igreja. Ela também foi escolhida frequentemente para o papel de Reyna Elena durante o "Santacruzan", um desfile processional que comemora a descoberta da cruz de cristo da Imperatriz Helen, celebrada nas Filipinas em maio.
Mais tarde na vida, ela se casou com Fulgencio Ramos, a cabeça de barrio (chefe da aldeia) e teve seis filhos. Ramos morreu quando o filho mais novo tinha sete anos e foi deixada como mãe solteira para seus filhos. Aquino continuou sua vida como uma hermana mayor ativa na celebração de festas, batismos e casamentos. Ela trabalhou duro para dar a seus filhos uma educação.

## Apreciação filipina

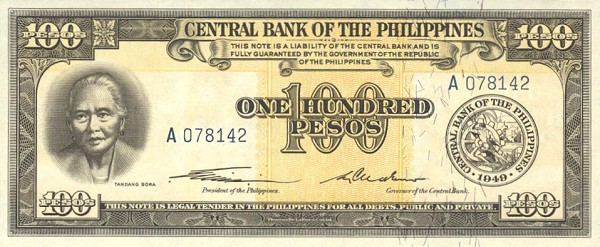
Melchora Aquino, como retratada em uma antiga nota de notas do país filipina.

Como um sinal de gratidão, um distrito de Cidade Quezon e uma estrada foram nomeados após Aquino. Seu perfil também foi colocado na moeda de cinco centavos das Filipinas de 1967 até 1992. Ela também é a primeira filipina que aparece em uma nota de peso filipino, uma nota de 100 pesos da série inglesa (1951-1966). A rua Tandang Sora, na cidade de São Francisco, Califórnia, Estados Unidos, é nomeada em sua homenagem.
Em 2012, na celebração de seu aniversário de 200 anos, o governo da cidade de Cidade Quezon decidiu transferir os restos de Aquino do Himlayang Pilipino Memorial Park para o Santuário Nacional Tandang Sora em Banlat, Cidade Quezon. O governo da cidade também declarou o ano de 2012 Tandang Sora.
Seus descendentes carregam diferentes sobrenomes, com quase todos os habitantes dos distritos de Novaliches e Tandang Sora em Cidade Quezon, bem como em Guam, como Figueroa, Ramos (sobrenome do marido), Geronimo, Eugenio, Cleofas e Apo.